# 聽啊！天使高聲唱
《聽啊！天使高聲唱》（英語：Hark! The Herald Angels Sing）是首聖誕節慶的頌歌，最初內容是收錄於18世紀裡《讚美詩與聖詩》（Hymns and Sacred Poems）裡一篇由查理·衛斯理創作的讚美詩，現今普遍流傳的演唱版本是後續由喬治·懷特腓等人改寫字詞內容，以及威廉·海曼·卡明斯引用費利克斯·孟德爾頌·巴托爾迪的樂曲所改編而成。

## 歷史
歌詞內容是來自詩人查理·衛斯理在1739年發表的讚美詩，靈感出自他在聖誕節當天前往教堂時，聽到教堂敲響鐘聲時所想出的內容，最初詩篇的開頭字句則是「聽啊，天穹鐘響著」（HARK how all the Welkin rings）。到了1753年查理·衛斯理的同事喬治·懷特腓，以及1760年的牧師馬丁·馬丹（Martin Madan）等人陸續將此詩篇做出改寫，所修改內容慢慢演變為至今所演唱的「聽啊！天使高聲唱」歌詞內容。
在樂曲部份，查理·衛斯理最初構想是採用與他另一篇復活節讚美詩《主耶穌今日復活》（Christ the Lord is Risen Today）相同的曲調唱法。到了1855年英國音樂家威廉·海曼·卡明斯引用了費利克斯·孟德爾頌·巴托爾迪的《慶典之歌》（Festgesang）裡部份內容，將它改編套用在《聽啊！天使高聲唱》上，其改編曲調成了現今普遍演唱的版本。
在19世紀裡，《聽啊！天使高聲唱》有被列為聖公宗聖詩的四大聖詩之一。

## 改編歌曲
1989年12月香港歌手黃霑發佈改編自此曲之歌曲《皆因一經過六四》，由填詞人林夕改編歌詞。歌詞描寫了六四事件後，香港人因恐懼中共政權於1997年後會對港人「賜予」同等對待，紛紛移民，親友「送機」；歌詞中亦有諷刺當時英國政府漠視港人即將面臨的人道危機，拒絕給予港人完全之英國公民身份。

## 備註
1. ↑  移民潮期間，「送機」泛指在機場向即將登機之親友道別。